# Grand Prix Austrii 2015
Grand Prix Austrii 2015 (oficjalnie Formula 1 Grosser Preis von Österreich 2015) – ósma eliminacja Mistrzostw Świata Formuły 1 w sezonie 2015. Grand Prix odbyło się 19–21 czerwca 2015 roku na torze Red Bull Ring w Spielbergu.

## Lista startowa
Źródło: Wyprzedź Mnie!
Na niebieskim tle kierowcy biorący udział jedynie w piątkowych treningach
| Nr | Kierowca         | Zespół                        | Samochód               | Silnik                         | Opony |
| -- | ---------------- | ----------------------------- | ---------------------- | ------------------------------ | ----- |
| 3  | Daniel Ricciardo | Infiniti Red Bull Racing      | Red Bull RB11          | Renault Energy F1-2015 1.6T V6 | P     |
| 5  | Sebastian Vettel | Scuderia Ferrari              | Ferrari SF15-T         | Ferrari 059/4 1.6T V6          | P     |
| 6  | Nico Rosberg     | Mercedes AMG Petronas F1 Team | Mercedes F1 W06 Hybrid | Mercedes-Benz PU106B 1.6T V6   | P     |
| 7  | Kimi Räikkönen   | Scuderia Ferrari              | Ferrari SF15-T         | Ferrari 059/4 1.6T V6          | P     |
| 8  | Romain Grosjean  | Lotus F1 Team                 | Lotus E23 Hybrid       | Mercedes-Benz PU106B 1.6T V6   | P     |
| 9  | Marcus Ericsson  | Sauber F1 Team                | Sauber C34             | Ferrari 059/4 1.6T V6          | P     |
| 11 | Sergio Pérez     | Sahara Force India F1 Team    | Force India VJM08      | Mercedes-Benz PU106B 1.6T V6   | P     |
| 12 | Felipe Nasr      | Sauber F1 Team                | Sauber C34             | Ferrari 059/4 1.6T V6          | P     |
| 13 | Pastor Maldonado | Lotus F1 Team                 | Lotus E23 Hybrid       | Mercedes-Benz PU106B 1.6T V6   | P     |
| 14 | Fernando Alonso  | McLaren Mercedes              | McLaren MP4-30         | Honda RA615H 1.6T V6           | P     |
| 19 | Felipe Massa     | Williams Martini Racing       | Williams FW37          | Mercedes-Benz PU106B 1.6T V6   | P     |
| 22 | Jenson Button    | McLaren Mercedes              | McLaren MP4-30         | Honda RA615H 1.6T V6           | P     |
| 26 | Daniił Kwiat     | Infiniti Red Bull Racing      | Red Bull RB11          | Renault Energy F1-2015 1.6T V6 | P     |
| 27 | Nico Hülkenberg  | Sahara Force India F1 Team    | Force India VJM08      | Mercedes-Benz PU106B 1.6T V6   | P     |
| 28 | Will Stevens     | Manor Marussia F1 Team        | Marussia MR03B         | Ferrari 059/3 1.6T V6          | P     |
| 30 | Jolyon Palmer    | Lotus F1 Team                 | Lotus E23 Hybrid       | Mercedes-Benz PU106B 1.6T V6   | P     |
| 33 | Max Verstappen   | Scuderia Toro Rosso           | Toro Rosso STR10       | Renault Energy F1-2015 1.6T V6 | P     |
| 44 | Lewis Hamilton   | Mercedes AMG Petronas F1 Team | Mercedes F1 W06 Hybrid | Mercedes-Benz PU106B 1.6T V6   | P     |
| 55 | Carlos Sainz Jr. | Scuderia Toro Rosso           | Toro Rosso STR10       | Renault Energy F1-2015 1.6T V6 | P     |
| 77 | Valtteri Bottas  | Williams Martini Racing       | Williams FW37          | Mercedes-Benz PU106B 1.6T V6   | P     |
| 98 | Roberto Merhi    | Manor Marussia F1 Team        | Marussia MR03B         | Ferrari 059/3 1.6T V6          | P     |
| Nr | Kierowca         | Zespół                        | Samochód               | Silnik                         | Opony |

## Wyniki

### Sesje treningowe
Źródło: Wyprzedź Mnie!
| Sesja | Nr | Kierowca         | Konstruktor | Czas     | Okr. |
| ----- | -- | ---------------- | ----------- | -------- | ---- |
| 1     | 6  | Nico Rosberg     | Mercedes    | 1:10,401 | 36   |
| 2     | 5  | Sebastian Vettel | Ferrari     | 1:09,600 | 28   |
| 3     | 5  | Sebastian Vettel | Ferrari     | 1:09,994 | 16   |

### Kwalifikacje
Źródło: Wyprzedź Mnie!
| Poz. | Nr | Kierowca         | Konstruktor          | Q1       | Q2       | Q3       | Poz. s. |
| --- | --- | ---------------- | -------------------- | -------- | -------- | -------- | ------- |
| 1 | 44 | Lewis Hamilton   | Mercedes             | 1:12,218 | 1:09,062 | 1:08,455 | 1       |
| 2 | 6 | Nico Rosberg     | Mercedes             | 1:10,976 | 1:08,634 | 1:08,655 | 2       |
| 3 | 5 | Sebastian Vettel | Ferrari              | 1:11,184 | 1:09,392 | 1:08,810 | 3       |
| 4 | 19 | Felipe Massa     | Williams–Mercedes    | 1:11,830 | 1:09,719 | 1:09,192 | 4       |
| 5 | 27 | Nico Hülkenberg  | Force India–Mercedes | 1:11,319 | 1:09,604 | 1:09,278 | 5       |
| 6 | 77 | Valtteri Bottas  | Williams–Mercedes    | 1:11,894 | 1:09,598 | 1:09,319 | 6       |
| 7 | 33 | Max Verstappen   | Toro Rosso–Renault   | 1:11,307 | 1:09,631 | 1:09,612 | 7       |
| 8 | 26 | Daniił Kwiat     | Red Bull–Renault     | 1:12,092 | 1:10,187 | 1:09,694 | 15      |
| 9 | 12 | Felipe Nasr      | Sauber–Ferrari       | 1:12,001 | 1:09,652 | 1:09,713 | 8       |
| 10 | 8 | Romain Grosjean  | Lotus–Mercedes       | 1:11,821 | 1:09,920 | –        | 9       |
| 11 | 13 | Pastor Maldonado | Lotus–Mercedes       | 1:11,661 | 1:10,374 | –        | 10      |
| 12 | 9 | Marcus Ericsson  | Sauber–Ferrari       | 1:12,388 | 1:10,426 | –        | 11      |
| 13 | 55 | Carlos Sainz Jr. | Toro Rosso–Renault   | 1:11,158 | 1:10,465 | –        | 12      |
| 14 | 3 | Daniel Ricciardo | Red Bull–Renault     | 1:11,973 | 1:10,482 | –        | 18      |
| 15 | 14 | Fernando Alonso  | McLaren–Honda        | 1:12,508 | 1:10,736 | –        | 19      |
| 16 | 11 | Sergio Pérez     | Force India–Mercedes | 1:12,522 | –        | –        | 13      |
| 17 | 22 | Jenson Button    | McLaren–Honda        | 1:12,632 | –        | –        | 20      |
| 18 | 7 | Kimi Räikkönen   | Ferrari              | 1:12,867 | –        | –        | 14      |
| 19 | 98 | Roberto Merhi    | Marussia–Ferrari     | 1:14,071 | –        | –        | 16      |
| 20 | 28 | Will Stevens     | Marussia–Ferrari     | 1:15,368 | –        | –        | 17      |
| Poz. | Nr | Kierowca         | Konstruktor          | Q1       | Q2       | Q3       | Poz. s. |
| \| Legenda \| Legenda \| \| ------------------------ \| ---------------------------------------------------------------------------------------------------------------------------------------------------------------------------------------------------------------------------------------------------------------- \| \| Poz. Nr Q1 Q2 Q3 Poz. s. \| Pozycja zajęta w sesji kwalifikacyjnej Numer startowy kierowcy Wynik uzyskany w pierwszej części kwalifikacji Wynik uzyskany w drugiej części kwalifikacji Wynik uzyskany w trzeciej części kwalifikacji Pozycja startowa po uwzględnięniu kar, przesunięć, itp. \| | |                  |                      |          |          |          |         |
| Legenda | |                  |                      |          |          |          |         |
| Poz. Nr Q1 Q2 Q3 Poz. s. | Pozycja zajęta w sesji kwalifikacyjnej Numer startowy kierowcy Wynik uzyskany w pierwszej części kwalifikacji Wynik uzyskany w drugiej części kwalifikacji Wynik uzyskany w trzeciej części kwalifikacji Pozycja startowa po uwzględnięniu kar, przesunięć, itp. |                  |                      |          |          |          |         |

### Wyścig
Źródło: Wyprzedź Mnie!
| P                 | + / – | Nr | Kierowca         | Konstruktor          | Okr. | Czas / Strata | Komentarz             |
| ----------------- | ----- | -- | ---------------- | -------------------- | ---- | ------------- | --------------------- |
| 1                 | 1     | 6  | Nico Rosberg     | Mercedes             | 71   | 1h30m16,930   |                       |
| 2                 | 1     | 44 | Lewis Hamilton   | Mercedes             | 71   | +0:08,800     | [ a ]                 |
| 3                 | 1     | 19 | Felipe Massa     | Williams–Mercedes    | 71   | +0:17,573     |                       |
| 4                 | 1     | 5  | Sebastian Vettel | Ferrari              | 71   | +0:18,181     |                       |
| 5                 | 1     | 77 | Valtteri Bottas  | Williams–Mercedes    | 71   | +0:53,604     |                       |
| 6                 | 1     | 27 | Nico Hülkenberg  | Force India–Mercedes | 71   | +1:04,075     |                       |
| 7                 | 3     | 13 | Pastor Maldonado | Lotus–Mercedes       | 70   | +1 okr.       |                       |
| 8                 | 1     | 33 | Max Verstappen   | Toro Rosso–Renault   | 70   | +1 okr.       |                       |
| 9                 | 4     | 11 | Sergio Pérez     | Force India–Mercedes | 70   | +1 okr.       |                       |
| 10                | 8     | 3  | Daniel Ricciardo | Red Bull–Renault     | 70   | +1 okr.       | [ b ] [ 5 ]           |
| 11                | 3     | 12 | Felipe Nasr      | Sauber–Ferrari       | 70   | +1 okr.       |                       |
| 12                | 3     | 26 | Daniił Kwiat     | Red Bull–Renault     | 70   | +1 okr.       |                       |
| 13                | 2     | 9  | Marcus Ericsson  | Sauber–Ferrari       | 69   | +2 okr.       | [ c ]                 |
| 14                | 2     | 98 | Roberto Merhi    | Marussia–Ferrari     | 68   | +3 okr.       |                       |
| Niesklasyfikowani |       |    |                  |                      |      |               |                       |
|                   |       | 8  | Romain Grosjean  | Lotus–Mercedes       | 35   | +36 okr.      | skrzynia biegów       |
|                   |       | 55 | Carlos Sainz Jr. | Toro Rosso–Renault   | 35   | +36 okr.      | silnik                |
|                   |       | 22 | Jenson Button    | McLaren–Honda        | 8    | +63 okr.      | elektryka             |
|                   |       | 28 | Will Stevens     | Marussia–Ferrari     | 1    | +70 okr.      | wyciek oleju          |
|                   |       | 7  | Kimi Räikkönen   | Ferrari              | 0    | +71 okr.      | kolizja z Alonso      |
|                   |       | 14 | Fernando Alonso  | McLaren–Honda        | 0    | +71 okr.      | kolizja z Räikkönenem |
| P                 | + / – | Nr | Kierowca         | Konstruktor          | Okr. | Czas / Strata | Komentarz             |

### Najszybsze okrążenie
Źródło: Wyprzedź Mnie!
| Nr | Kierowca     | Konstruktor | Czas     | Okr. |
| -- | ------------ | ----------- | -------- | ---- |
| 6  | Nico Rosberg | Mercedes    | 1:11,235 | 35   |

## Prowadzenie w wyścigu
Źródło: Racing–Reference.info
| Nr                              | Kierowca         | Okrążenia   | Suma |
| ------------------------------- | ---------------- | ----------- | ---- |
| 6                               | Nico Rosberg     | 1-32, 36-71 | 67   |
| 44                              | Lewis Hamilton   | 1, 32-25    | 3    |
| 5                               | Sebastian Vettel | 35-36       | 1    |
| \| Wykres \| \| ------ \| \| \| |                  |             |      |
| Wykres                          |                  |             |      |
|                                 |                  |             |      |

## Klasyfikacja po zakończeniu wyścigu

### Kierowcy
| P                 | +/− | Kierowca         | Starty | Punkty | P1 | P2 | P3 | PP | NO | NS |
| ----------------- | --- | ---------------- | ------ | ------ | -- | -- | -- | -- | -- | -- |
| 1                 | 0   | Lewis Hamilton   | 8      | 169    | 4  | 3  | 1  | 7  | 3  | –  |
| 2                 | 0   | Nico Rosberg     | 8      | 159    | 3  | 3  | 2  | 1  | 2  | –  |
| 3                 | 0   | Sebastian Vettel | 8      | 120    | 1  | 1  | 3  | –  | –  | –  |
| 4                 | 0   | Kimi Räikkönen   | 8      | 72     | –  | 1  | –  | –  | 2  | 2  |
| 5                 | 0   | Valtteri Bottas  | 7      | 67     | –  | –  | 1  | –  | –  | –  |
| 6                 | 0   | Felipe Massa     | 8      | 62     | –  | –  | 1  | –  | –  | –  |
| 7                 | 0   | Daniel Ricciardo | 8      | 36     | –  | –  | –  | –  | 1  | –  |
| 8                 | 0   | Daniił Kwiat     | 7      | 19     | –  | –  | –  | –  | –  | 1  |
| 9                 | +3  | Nico Hülkenberg  | 8      | 18     | –  | –  | –  | –  | –  | 1  |
| 10                | −1  | Romain Grosjean  | 8      | 17     | –  | –  | –  | –  | –  | 2  |
| 11                | −1  | Felipe Nasr      | 8      | 16     | –  | –  | –  | –  | –  | –  |
| 12                | −1  | Sergio Pérez     | 8      | 13     | –  | –  | –  | –  | –  | –  |
| 13                | +2  | Pastor Maldonado | 8      | 12     | –  | –  | –  | –  | –  | 5  |
| 14                | 0   | Max Verstappen   | 8      | 10     | –  | –  | –  | –  | –  | 3  |
| 15                | −2  | Carlos Sainz Jr. | 8      | 9      | –  | –  | –  | –  | –  | 2  |
| 16                | 0   | Marcus Ericsson  | 8      | 5      | –  | –  | –  | –  | –  | 1  |
| 17                | 0   | Jenson Button    | 7      | 4      | –  | –  | –  | –  | –  | 3  |
| 18                | 0   | Fernando Alonso  | 7      | 0      | –  | –  | –  | –  | –  | 5  |
| 19                | 0   | Roberto Merhi    | 7      | 0      | –  | –  | –  | –  | –  | 1  |
| 20                | 0   | Will Stevens     | 6      | 0      | –  | –  | –  | –  | –  | 1  |
| Niesklasyfikowani |     |                  |        |        |    |    |    |    |    |    |
|                   |     | Kevin Magnussen  | –      | –      | –  | –  | –  | –  | –  | –  |
| P                 | +/− | Kierowca         | Starty | Punkty | P1 | P2 | P3 | PP | NO | NS |

### Konstruktorzy
| P  | +/− | Konstruktor             | Starty | Punkty | P1 | P2 | P3 | PP | NO | NS |
| -- | --- | ----------------------- | ------ | ------ | -- | -- | -- | -- | -- | -- |
| 1  | 0   | Mercedes                | 16     | 328    | 7  | 6  | 3  | 8  | 5  | –  |
| 2  | 0   | Ferrari                 | 16     | 192    | 1  | 2  | 3  | –  | 2  | 2  |
| 3  | 0   | Williams Mercedes       | 15     | 129    | –  | –  | 2  | –  | –  | –  |
| 4  | 0   | Red Bull Racing Renault | 15     | 55     | –  | –  | –  | –  | 1  | 1  |
| 5  | +2  | Force India Mercedes    | 16     | 31     | –  | –  | –  | –  | –  | 1  |
| 6  | −1  | Lotus Mercedes          | 16     | 29     | –  | –  | –  | –  | –  | 7  |
| 7  | −1  | Sauber Ferrari          | 16     | 21     | –  | –  | –  | –  | –  | 1  |
| 8  | 0   | STR Renault             | 16     | 19     | –  | –  | –  | –  | –  | 5  |
| 9  | 0   | McLaren Honda           | 14     | 4      | –  | –  | –  | –  | –  | 8  |
| 10 | 0   | Marussia Ferrari        | 13     | 0      | –  | –  | –  | –  | –  | 2  |
| P  | +/− | Konstruktor             | Starty | Punkty | P1 | P2 | P3 | PP | NO | NS |